# Hàn Quốc tại Đại hội Thể thao Đông Á 2001
Hàn Quốc tham dự tại Đại hội Thể thao Đông Á 2001 tổ chức tại Osaka, Nhật Bản từ 19 tháng 5 năm 2001 đến 27 tháng 5 năm 2001. Hàn Quốc đứng thứ ba với 34 huy chương vàng, 46 huy chương bạc, và 32 huy chương đồng.

## Tóm tắt huy chương

### Bảng huy chương
| Môn thể thao    | Vàng | Bạc | Đồng | Tổng cộng |
| --------------- | ---- | --- | ---- | --------- |
| Điền kinh       | 1    | 4   | 4    | 9         |
| Bóng rổ         | 0    | 1   | 0    | 1         |
| Bowling         | 3    | 7   | 2    | 12        |
| Boxing          | 4    | 4   | 4    | 12        |
| Bóng đá         | 0    | 1   | 0    | 1         |
| Thể dục dụng cụ | 1    | 0   | 2    | 3         |
| Bóng tay        | 2    | 0   | 0    | 2         |
| Judo            | 5    | 5   | 4    | 14        |
| Bóng mềm        | 1    | 5   | 3    | 9         |
| Bơi lội         | 2    | 3   | 7    | 12        |
| Taekwondo       | 4    | 2   | 1    | 7         |
| Bóng chuyền     | 0    | 1   | 0    | 1         |
| Cử tạ           | 4    | 6   | 3    | 13        |
| Đấu vật         | 7    | 5   | 1    | 13        |
| Wushu           | 0    | 2   | 1    | 3         |